# Thaurus Music
Thaurus Music (anche nota come Thaurus) è un'etichetta discografica italiana che svolge anche servizi di management, di editoria musicale e di registrazione.

## Storia
Thaurus nasce nel 2013 da un’idea di Dj Shablo, Mario D’Angelantonio, i quali iniziano a collaborare già dai primi anni 2000 ad altri eventi a Bologna tra cui il 2theBeat.
Inizialmente Thaurus nasce come agenzia di booking indipendente: il primo tour organizzato fu quello di Fritz Da Cat per l’album Fritz nel 2013 e a seguire il tour di Clementino in seguito al grande successo riscosso con "O’ Vient" contenuto nell’album Mea Culpa. Da qui, si unisce a Thaurus Ciro Buccolieri, al tempo tour manager di Clementino e ne diventa terzo socio-fondatore e attualmente CEO.
In contemporanea alla nascita di Thaurus, Shablo conosce Giovanni Valle, editore proveniente dalla musica classica, con il quale aprono la divisione dedicata all'editoria musical, Thaurus Publishing.

## Pubblicazioni
L'elenco di seguito riportato dei dischi ed EP pubblicati dalla etichetta Thaurus Music provengono dalle fonti MusicBrainz e Discogs:
| Anno | Artista       | Titolo                       |
| ---- | ------------- | ---------------------------- |
| 2015 | Tormento      | Dentro E Fuori               |
| 2016 | Rkomi         | Dasein Sollen                |
| 2016 | Tedua         | Orange County Mixtape        |
| 2017 | Ernia         | Come Uccidere Un Usignolo    |
| 2017 | Ernia         | Come Uccidere Un Usignolo/67 |
| 2018 | Tauro Boys    | TauroTape2                   |
| 2019 | FSK Satellite | Fsk Trapshit                 |
| 2019 | FSK Satellite | Fsk Trapshit Revenge         |
| 2019 | Leslie        | Bipolar                      |
| 2020 | FSK Satellite | Padre Figlio E Spirito       |
| 2020 | Rosa Chemical | Forever                      |
| 2021 | Leon Faun     | C'era Una Volta              |
| 2021 | Rosa Chemical | Forever And Ever             |
| 2021 | TY1           | Djungle                      |
| 2021 | Rasty Kilo    | Cinzia                       |
| 2021 | Tauro Boys    | TauroTape3                   |
| 2022 | Noyz Narcos   | Virus                        |

## Artisti
Spaziando tra vari generi quali pop, R&B, rap e trap, di seguito un elenco di artisti che ne fanno parte:
- DrefGold[11]
- Ernia[12]
- Gué[13][14]
- Luchè[15]
- Myss Keta
- Noyz Narcos
- Rkomi [16]
- Samurai Jay[17]
- Rosa Chemical
- Sfera Ebbasta
- Shablo
- Tauro Boys
- The Night Skinny[18]
- Thelonious B.
- Tommy Dali[19]
- TY1
- Zyrtck
- VillaBanks
- Kid Yugi
- Low-Red
- DodoJ